# حكيم المقدم
حكيم المقدم (مواليد 15 فبراير 1999) هو لاعب كرة قدم فرنسي يلعب في مركز الوسط في نادي سيت على سبيل الإعارة.

## روابط خارجية
- حكيم المقدم على موقع رابطة كرة القدم الفرنسية للمحترفين (الإنجليزية)
- حكيم المقدم على موقع قاعدة بيانات كرة القدم.إي يو (الإنجليزية)
- حكيم المقدم على موقع Soccerway.com (الإنجليزية)
- حكيم المقدم على موقع عالم كرة القدم.نت (الإنجليزية)
- حكيم المقدم على موقع GSA (الإنجليزية)